# Nijoria
Nijoria (en griego, Νιχώρια) es un yacimiento arqueológico situado en una colina ubicada cerca de los pueblos de Karpofora y Rizómylos, en el noroeste del golfo de Mesenia, en la península del Peloponeso, en Grecia. Las excavaciones han sido realizadas desde 1969 por un equipo de la Universidad de Minnesota (Estados Unidos) y del Eforado de Antigüedades de Olimpia.

## Asentamiento
En este yacimiento arqueológico se han encontrado los restos de un asentamiento que estuvo habitado de forma continua durante un extenso periodo que abarca desde el 3500 hasta el 750 a. C. y posteriormente en otra fase desde el siglo IV a. C. hasta el siglo XIII. El periodo de máximo esplendor del asentamiento tuvo lugar durante la época micénica.
Se ha sugerido que este lugar podría identificarse con uno de los topónimos que aparece en las tablillas de lineal B de Pilos: Ti-mi-to-a-ko, que significaría ‘el barranco de los terebintos’. También se ha propuesto la posibilidad de que los restos de Nijoria se identifiquen con los de la ciudad de Epea, nombrada por Homero en la Ilíada.
Al final del periodo micénico, el asentamiento fue abandonado, pero es posible que algunos supervivientes hayan seguido habitando el lugar, aunque en condiciones precarias. Poco después, en la Edad Oscura, se aprecia un incremento de población. De este periodo, en concreto del siglo X a. C., sobresale el hallazgo de los restos de un gran edificio absidal de 11 x 7 m donde probablemente habitara un jefe local del asentamiento y donde también debieron desarrollarse actividades relacionadas con el culto. A mediados del siglo VIII a. C. el asentamiento sufrió una destrucción que probablemente esté relacionada con la primera guerra mesenia en la que los mesenios fueron derrotados por los espartanos.

## Monumentos funerarios
En torno a la colina de Nijoria se han excavado diversas tumbas del periodo micénico —tanto de las fases más antiguas como de las más recientes de esta civilización— y algunas de ellas fueron usadas también en periodos posteriores. Los enterramientos presentan diferentes aspectos, como tholos, enterramientos en pithoi, y otros. Una de las más destacadas es un tholos que se construyó algo después del 1400 a. C. que consta de un dromos de 8,90 m, un diámetro de la cámara funeraria de 6,60 m y una cúpula que debía alcanzar aproximadamente 5,60 m.

## El «hueso de Nijoria»
Uno de los hallazgos más singulares de la acrópolis de Nijoria es un fósil de un hueso de un animal prehistórico (tal vez un Chalicotherium o un rinoceronte) que fue encontrado durante las excavaciones pero permaneció extraviado durante varios años hasta ser reencontrado en 1998 en la Universidad de Minnesota. Según las investigaciones de Nikos Solounias, debió ser encontrado en la Antigüedad en un yacimiento cercano a Megalópolis y trasladado al asentamiento de Nijoria donde, según la historiadora Adrienne Mayor, podría haber inspirado relatos de la mitología griega. Actualmente este fósil se encuentra en el Museo Ashmolean de Oxford (Reino Unido).